# Proserpinaca
Proserpinaca es un género de plantas de la familia  Haloragaceae. Comprende 8 especies descritas y de estas, solo 3 aceptadas.   Es originario del E. de Norteamérica a N. de Centroamérica y Antillas.

## Descripción
Son hierbas acuáticas, semiacuáticas o terrestres estacionalmente, perennes, hermafroditas; con tallos ascendentes, simples, rollizos, enraizando en los nudos inferiores. Hojas alternas, sésiles o subsésiles, sumergidas o emergentes; estípulas ausentes. Flores solitarias, ocasionalmente 2, bisexuales, dispuestas en las axilas de las hojas emergentes, sésiles o subsésiles, trímeras; sépalos 3, deltados, persistentes; pétalos ausentes; estambres 3, exsertos, las anteras basifijas, elipsoides; ovario 3-locular, los estigmas 3, glandulosos o papilosos. Fruto parecido a una nuececilla, triquetro.

## Taxonomía
El género fue descrito por  Carlos Linneo y publicado en Species Plantarum 1: 88. 1753. La especie tipo es: Proserpinaca palustris L.

## Especies aceptadas
A continuación se brinda un listado de las especies del género Proserpinaca aceptadas hasta mayo de 2014, ordenadas alfabéticamente. Para cada una se indica el nombre binomial seguido del autor, abreviado según las convenciones y usos. 
- Proserpinaca amblygona (Fernald) Small
- Proserpinaca palustris L.
- Proserpinaca pectinata Lam.